# David Botstein
David Botstein (né le 8 septembre 1942) est un biologiste américain qui est directeur scientifique de Calico. Il est directeur de l'Institut Lewis-Sigler de génomique intégrative à l'Université de Princeton,,, de 2003 à 2013, où il reste professeur "Anthony B. Evnin" de génomique.

## Éducation
Botstein est diplômé de la Bronx High School of Science en 1959 et de l'Université Harvard en 1963. Il commence son doctorat sous la direction de Maurice Sanford Fox (en) au Massachusetts Institute of Technology, puis part et obtient un doctorat de l'Université du Michigan en 1967 pour des travaux sur le phage P22.

## Carrière
Botstein enseigne au Massachusetts Institute of Technology, où il est professeur de génétique. Botstein rejoint Genentech, Inc. en 1987 en tant que vice-président – science. En 1990, il devient président du département de génétique de l'Université Stanford. Botstein est élu à l'Académie nationale des sciences en 1981 et à l'Institute of Medicine en 1993.
Botstein est le directeur du programme scientifique intégré à l'Université de Princeton.
En 1980, Botstein et ses collègues Ray White, Mark Skolnick et Ronald W. Davis proposent une méthode pour construire une carte de liaison génétique à l'aide de polymorphismes de longueur de fragment de restriction qui est utilisée les années suivantes pour identifier plusieurs gènes de maladies humaines, notamment la Maladie de Huntington et BRCA1. Des variantes de cette méthode sont utilisées dans les efforts de cartographie qui ont précédé et permis la phase de séquençage du Projet Génome humain.
En 1998, Botstein et son boursier postdoctoral Michael Eisen, en collaboration avec l'étudiant diplômé Paul Spellman et son collègue Patrick O. Brown (en), développent une méthode statistique et une interface graphique largement utilisées pour interpréter les données génomiques, notamment les données des microréseaux. Cette approche est affinée et appliquée pour une classification moléculaire des tumeurs hétérogènes utilisant l'expression génique. Il travaille à la découverte de sous-types de tumeurs avec Lou Staudt, Ash Alizadeh et Ronald Levy, produisant une classification raffinée des Lymphome diffus à grandes cellules B, et sur l'imagerie moléculaire pour une classification raffinée des cancers du sein avec Anne-Lise Børresen-Dale (en) et Charles Pérou. Il travaille ensuite à la création de l'influent Gene Ontology avec Michael Ashburner (en) et Suzanna Lewis. Il est l'un des rédacteurs fondateurs de la revue Molecular Biology of the Cell, avec Erkki Ruoslahti et Keith Yamamoto (en).
En 2013, Botstein est nommé directeur scientifique de la startup de santé anti-âge de Google, Calico.

## Récompenses
Botstein remporte le prix Eli Lilly and Company en microbiologie (1978), la médaille de la Genetics Society of America (1988, avec Ira Herskowitz), le Prix William-Allan de l'American Society of Human Genetics (1989, avec Ray White), le prix Gruber de génétique (2003), le prix Albany Medical Center (2010, avec Eric Lander et Francis S. Collins) et le Prix Dan-David en 2012. En 2013, il reçoit le prix Breakthrough en sciences de la vie pour son travail et en 2020 la médaille Thomas Hunt Morgan de la Genetics Society of America. En 2016, le programme Semantic Scholar AI inclus Botstein dans sa liste des dix chercheurs biomédicaux les plus influents.